# Liste der denkmalgeschützten Objekte in Graz/Eggenberg
Die Liste der denkmalgeschützten Objekte in Graz/Eggenberg enthält die 31 denkmalgeschützten, unbeweglichen Objekte des XIV. Grazer Stadtbezirks Eggenberg unter Berücksichtigung der Bezirksteile Algersdorf und Baiersdorf.

## Denkmäler
| Foto |                 | Denkmal                                                                                                | Standort                                                           | Beschreibung | Metadaten |
| ---- | --------------- | --- | ------------------------------------------------------------------ | --- | --- |
| ja   | Datei hochladen | Feuerwehrgebäude Algersdorf HERIS-ID: 105134 Objekt-ID: 122097                                         | Algersdorfer Straße 10 Standort KG: Algersdorf                     | | BDA-Hist.: Q37804670 Status: Bescheid Stand der BDA-Liste: 2025-06-30 Name: Feuerwehrgebäude Algersdorf GstNr.: .535 Fire stations Algersdorf                                                          |
| ja   | Datei hochladen | Annakapelle HERIS-ID: 105129 Objekt-ID: 122092                                                         | gegenüber Annaplatz 1 Standort KG: Algersdorf                      | Bei der laut einer mittlerweile entfernten Inschrift 1829 errichteten Annakapelle handelt es sich um einen kleinen Rechteckbau mit einer Apsis und einem Dreiecksgiebel. Die schmiedeeisernen Gitterflügel stammen aus dem 2. Viertel des 18. Jahrhunderts, die bemerkenswerten Oberlichtgitter vom Ende des 17./Anfang des 18. Jahrhunderts. Der Innenraum wird von einem Tonnengewölbe gedeckt. In einer Nische befindet sich die aus der 2. Hälfte des 18. Jahrhunderts stammende Schnitzgruppe Heilige Anna selbdritt, die von vier gleichzeitigen Engelputten umrahmt wird. | BDA-Hist.: Q37804656 Status: § 2a Stand der BDA-Liste: 2025-06-30 Name: Annakapelle GstNr.: 286/1 Annakapelle, Graz                                                                                    |
| ja   | Datei hochladen | Schloss Algersdorf bzw. Alt-Eggenberg HERIS-ID: 37049 Objekt-ID: 36120                                 | Baiernstraße 12 Standort KG: Algersdorf                            | Das Gebäude dient in seiner heutigen Form, welche aus dem 15. Jahrhundert stammt, als Wohn- und Verwaltungsgebäude. Die ehemaligen Wehranlagen sind heute nicht mehr erkennbar. | BDA-Hist.: Q2239982 Status: Bescheid Stand der BDA-Liste: 2025-06-30 Name: Schloss Algersdorf bzw. Alt-Eggenberg GstNr.: .70/1 Schloss Algersdorf                                                      |
| ja   | Datei hochladen | Ehem. Pferdestallungen von Schloss Eggenberg HERIS-ID: 37050 Objekt-ID: 36121                          | Baiernstraße 24 Standort KG: Algersdorf                            | Die ehemaligen Pferdestallungen der Fürsten von Eggenberg wurden im 2. Viertel des 17. Jahrhunderts errichtet und befinden sich noch größtenteils im ursprünglichen Zustand. Beim Gebäude handelt es sich um ein mächtiges Schopfwalmgiebelhaus mit drei rustizierten, rechteckigen Steintoren. Im Inneren befindet sich zwei dreischiffige Erdgeschoßhallen mit Marmortrögen in den Wandnischen. | BDA-Hist.: Q37973764 Status: Bescheid Stand der BDA-Liste: 2025-06-30 Name: Ehem. Pferdestallungen von Schloss Eggenberg GstNr.: .51/3                                                                 |
| ja   | Datei hochladen | Vierzehn-Nothelfer-Kirche HERIS-ID: 51436 Objekt-ID: 57084                                             | Bergstraße 25 Standort KG: Algersdorf                              | Der laut Pestvotivinschrift 1680 errichtete Bau mit vorgestelltem zwiebelbehaubtem Turm, halbrunden Seitenkapellen und Chorabschluss fungiert nunmehr als Anstaltskirche des Krankenhauses der Barmherzigen Brüder. | BDA-Hist.: Q2523775 Status: § 2a Stand der BDA-Liste: 2025-06-30 Name: Vierzehn-Nothelfer-Kirche GstNr.: .76, 133/1 Vierzehn-Nothelfer-Kirche, Eggenberg                                               |
| ja   | Datei hochladen | Ansitz Rothenburg HERIS-ID: 37051 Objekt-ID: 36122                                                     | Bergstraße 41 Standort KG: Algersdorf                              | Der Ansitz wurde lt. Inschrift 1576 erbaut, geht aber auf eine ältere Struktur zurück. Der Bau ist hakenförmig mit Schopfwalmdach und kleinem Polygonalerker. Er weist Fenstergitterkörbe aus dem 17. und 18. Jahrhundert auf. | BDA-Hist.: Q569897 Status: Bescheid Stand der BDA-Liste: 2025-06-30 Name: Ansitz Rothenburg GstNr.: .22/2, .22/1 Rothenburg (Graz)                                                                     |
| ja   | Datei hochladen | Schlosspark Eggenberg HERIS-ID: 86795 Objekt-ID: 101125                                                | Eggenberger Allee 90 Standort KG: Algersdorf                       | Der Schlosspark wurde gleichzeitig mit dem Schloss angelegt und mehrfach umgestaltet, zuletzt Anfang des 19. Jahrhunderts, als er in den Stil eines englischen Landschaftsgartens gebracht wurde. Er enthält einige Neben- und Staffagegebäude (z.B. einen Kaffeehauspavillon aus dem 18. Jahrhundert), im Zentrum der Anlage befindet sich der Rosenhügel als Aussichtspunkt. Er ist Teil des Weltkulturerbes Schloss Eggenburg und auch eigenständig als Gartendenkmal geschützt. | BDA-Hist.: Q64765007 Status: Bescheid Stand der BDA-Liste: 2025-06-30 Name: Schlosspark Eggenberg GstNr.: 206, 208, .57/1 Schloss Eggenberg, Graz                                                      |
| ja   | Datei hochladen | Schloss Eggenberg samt Park HERIS-ID: 37052 Objekt-ID: 36123                                           | Eggenberger Allee 90, 95 Standort KG: Algersdorf                   | Das Schloss gilt als erstes und bedeutendstes Barockschloss in der Steiermark. Es entstand nach 1625 im Auftrag von Hans Ulrich von Eggenberg unter der Leitung von Giovanni Pietro de Pomis, wobei große Teile (insbesondere die Kapelle) einer älteren Anlage weiterverwendet wurden. Nach mehreren Unterbrechungen dauerten die Arbeiten bis in die späten 1660er-Jahre. Nach dem Aussterben der Eggenberger und der Übernahme durch die Herberstein erfolgten Mitte des 18. Jahrhunderts kleinere Umbauten und Umgestaltungen im Sinn des Rokoko. Das Schloss mit fast quadratischem Grundriss hat eine schlichte Außenfassade mit turmartigen Erhöhungen an den Ecken, das Zentrum bildet der an die mittelalterliche Schlosskapelle angebaute Turm. Die Anlage weist zwei Höfe auf, der größere ist auf drei Geschoßen mit Arkadengängen ausgestattet. Berühmt ist das Schloss nicht zuletzt für seine Innenausstattung: die Beletage umfasst reiche Stukkatur und um die 600 Decken- und Wandgemälde in 24 Räumen. Der Planetensaal oberhalb des Eingangs fungierte als Festsaal, die Gemälde stammen von Hans Adam Weissenkircher und haben ein astrologisch-astronomisches Programm, das in einer Apotheose der Eggenberger gipfelt. Eggenberg ist Teil des Weltkulturerbes Stadt Graz – Historisches Zentrum und Schloss Eggenberg und beherbergt einige Sammlungen des Universalmuseums Joanneum. | BDA-Hist.: Q203797 Status: Bescheid Stand der BDA-Liste: 2025-06-30 Name: Schloss Eggenberg samt Park GstNr.: 206, 208, .57/1, .57/3, .57/4, .57/7, .509 Schloss Eggenberg, Graz                       |
| ja   | Datei hochladen | Kloster, Kirche, Schule und Kleindenkmäler der Grazer Schulschwestern HERIS-ID: 51433 Objekt-ID: 57081 | Georgigasse 84, 84a Standort KG: Algersdorf                        | Der Klosterkomplex wurde ab 1846 errichtet, die Kirche 1897. Eine Besonderheit ist die 1977 von Günther Domenig erbaute avantgardistische Mensa, die in organischen Formen gehalten ist. | BDA-Hist.: Q1664774 Status: § 2a Stand der BDA-Liste: 2025-06-30 Name: Kloster, Kirche, Schule und Kleindenkmäler der Grazer Schulschwestern GstNr.: 266/1, 265/2 Institut der Schulschwestern zu Graz |
| ja   | Datei hochladen | Ehem. Kirchliche Pädagogische Hochschule Graz, GIBS, Kindergärten HERIS-ID: 51434 Objekt-ID: 57082     | Georgigasse 85, 85a, 87, 89 Standort KG: Algersdorf                | Die ausgedehnte terrassenförmig angelegte im Pavillonsystem errichtete Anlage aus Beton wurde in den Jahren 1964 bis 1968 nach den Plänen von Günther Domenig und Eilfried Huth erbaut und beherbergte bis 2009 die Kirchliche Pädagogische Hochschule Graz sowie eine Übungsvolksschule. Heute sind in dem Gebäude die Graz International Bilingual School (GIBS), der Pfarrkindergarten „St. Vinzenz“, ein öffentlicher Kindergarten der Barmherzigen Brüder, sowie Wohnungen untergebracht. | BDA-Hist.: Q125511374 Status: § 2a Stand der BDA-Liste: 2025-06-30 Name: Kirchliche Pädagogische Hochschule Graz, Übungsvolksschule GstNr.: 211/6 School building Georgigasse, Graz                    |
| ja   | Datei hochladen | Markthalle HERIS-ID: 105245 Objekt-ID: 122213                                                          | Hofbauerplatz / bei Krausgasse 30 Standort KG: Algersdorf          | | BDA-Hist.: Q37804870 Status: § 2a Stand der BDA-Liste: 2025-06-30 Name: Markthalle GstNr.: 258/1, .706                                                                                                 |
| ja   | Datei hochladen | Kath. Pfarrkirche hl. Vinzenz mit Kapelle der Barmherzigkeit HERIS-ID: 51432 Objekt-ID: 57079          | Lilienthalgasse 22 Standort KG: Algersdorf                         | Die Kirche in Neorenaissance-Formen mit seitlich angestelltem Turm wurde 1892/93 von Robert Mikovics erbaut. | BDA-Hist.: Q2527351 Status: § 2a Stand der BDA-Liste: 2025-06-30 Name: Kath. Pfarrkirche hl. Vinzenz mit Kapelle der Barmherzigkeit GstNr.: .262, 260/8, 260/9, 260/10 Vinzenzkirche, Graz             |
| ja   | Datei hochladen | Akademie für Gesundheitsberufe des ÖGKV-LV HERIS-ID: 105069 Objekt-ID: 122027                          | Nothelferweg 20 Standort KG: Algersdorf                            | | BDA-Hist.: Q37804493 Status: § 2a Stand der BDA-Liste: 2025-06-30 Name: Akademie für Gesundheitsberufe des ÖGKV-LV GstNr.: 137/1                                                                       |
| ja   | Datei hochladen | Aussichtspavillon HERIS-ID: 5466 Objekt-ID: 1336                                                       | Pfalzgrafenweg 32, östlich Standort KG: Algersdorf                 | | BDA-Hist.: Q37833852 Status: Bescheid Stand der BDA-Liste: 2025-06-30 Name: Aussichtspavillon GstNr.: .503, 197/12                                                                                     |
| ja   | Datei hochladen | Pfarrhof St. Vinzenz HERIS-ID: 105257 Objekt-ID: 122225                                                | Vinzenzgasse 42 Standort KG: Algersdorf                            | | BDA-Hist.: Q37804888 Status: § 2a Stand der BDA-Liste: 2025-06-30 Name: Pfarrhof St. Vinzenz GstNr.: 260/5                                                                                             |
| ja   | Datei hochladen | Grabenschlössl, Villa Stefferl HERIS-ID: 105121 Objekt-ID: 122084seit 2014                             | Weingartenweg 12 Standort KG: Algersdorf                           | Das um 1910 errichtete Grabenschlössl wurde 1913/14 von Hans Pascher umgebaut und im Sinn der Heimatschutzarchitektur „dem Landschaftsgebilde geschmackvoll angepasst“. | BDA-Hist.: Q37804638 Status: Bescheid Stand der BDA-Liste: 2025-06-30 Name: Grabenschlössl, Villa Stefferl GstNr.: .399, 120/15 Grabenschlössl                                                         |
| ja   | Datei hochladen | Kernstockwarte HERIS-ID: 105246 Objekt-ID: 122214                                                      | bei Weingartenweg 35 Standort KG: Algersdorf                       | 1928/29 von Spendengeldern der Eggenberger Bürger erbauter kleiner Steinturm, als hohler Rundbau mit gewundener Außentreppe. Steht heute im Wald. | BDA-Hist.: Q125121001 Status: § 2a Stand der BDA-Liste: 2025-06-30 Name: Kernstockwarte GstNr.: .516 Kernstockwarte auf dem Plabutsch                                                                  |
| ja   | Datei hochladen | Ehem. Villa Schreiberg HERIS-ID: 37048 Objekt-ID: 36119                                                | Allerheiligenweg 15 Standort KG: Baierdorf                         | Bei der ehemaligen Schreibergsvilla handelt es sich um ein um 1830 errichtetes Biedermeier-Landhaus mit einem gartenseitigen Portikus und einem kreisförmigen Mittelraum. | BDA-Hist.: Q37973748 Status: Bescheid Stand der BDA-Liste: 2025-06-30 Name: Ehem. Villa Schreiberg GstNr.: .45/1                                                                                       |
| ja   | Datei hochladen | Allerheiligenkirche und ehem. Friedhofsfläche HERIS-ID: 51437 Objekt-ID: 57086                         | Allerheiligenweg 16 Standort KG: Baierdorf                         | Die ursprünglich spätgotische Kirche wurde im 16. Jahrhundert erweitert und 1690 barockisiert, aus dieser Zeit stammt die Innenausstattung und die Seitenkapellen. Ein letzter Umbau erfolgte 1930, bei dem auch der Dachreiter hinzugefügt wurde. | BDA-Hist.: Q2648545 Status: § 2a Stand der BDA-Liste: 2025-06-30 Name: Allerheiligenkirche und ehem. Friedhofsfläche GstNr.: 115/8, .42, 115/2 Allerheiligenkirche (Graz)                              |
| ja   | Datei hochladen | Bezirksamt Eggenberg und Polizeistation HERIS-ID: 104481 Objekt-ID: 121282                             | Eckertstraße 66 Standort KG: Baierdorf                             | | BDA-Hist.: Q37800844 Status: § 2a Stand der BDA-Liste: 2025-06-30 Name: Bezirksamt Eggenberg und Polizeistation GstNr.: .121/1 Former Bezirksamt, Eggenberg                                            |
| ja   | Datei hochladen | Evang. Pfarrkirche A.B. und H.B., Christuskirche HERIS-ID: 51440 Objekt-ID: 57089                      | Eckertstraße 120 Standort KG: Baierdorf                            | Der schlichte Bau mit hölzernem Dachreiter wurde 1931/32 erbaut. Über dem Eingang prangt die Inschrift Christus allein. | BDA-Hist.: Q1087317 Status: § 2a Stand der BDA-Liste: 2025-06-30 Name: Evang. Pfarrkirche A.B. und H.B., Christuskirche GstNr.: .511, 240/2 Christuskirche (Graz)                                      |
| BW   | Datei hochladen | Villa HERIS-ID: 104522seit 2023                                                                        | Gritzenweg 18 Standort KG: Baierdorf                               | | BDA-Hist.: Q119231434 Status: Bescheid Stand der BDA-Liste: 2025-06-30 Name: Villa GstNr.: 74/1 |
| ja   | Datei hochladen | Pfarrsaal und Kindergarten HERIS-ID: 104598 Objekt-ID: 121436                                          | Hauseggerstraße 70 Standort KG: Baierdorf                          | Das Vereinshaus mit der Notkirche wurde 1931/32 erbaut. Der Westportalbau trägt einen polygonalen Dachreiter. Seit dem Bau der Neuen Schutzengelkirche wird die ehemalige Kirche als Pfarrkindergarten verwendet. | BDA-Hist.: Q37801318 Status: § 2a Stand der BDA-Liste: 2025-06-30 Name: Pfarrsaal und Kindergarten GstNr.: .520, 252/11 Schutzengelkirche (Graz) - Notkirche                                           |
| ja   | Datei hochladen | Bildstock HERIS-ID: 104599 Objekt-ID: 121438                                                           | bei Hauseggerstraße 70 Standort KG: Baierdorf                      | Der barocke Bildstock wurde 2013 restauriert und mit Malereien von Ernst Gradischnig ausgestaltet. | BDA-Hist.: Q37801328 Status: § 2a Stand der BDA-Liste: 2025-06-30 Name: Bildstock GstNr.: .520 |
| ja   | Datei hochladen | Kath. Pfarrkirche Zu den Hl. Schutzengeln HERIS-ID: 51439 Objekt-ID: 57088                             | bei Hauseggerstraße 72 Standort KG: Baierdorf                      | Die Schutzengelkirche wurde 1996 von Werner Hollomey errichtet. Sie hat einen unregelmäßigen Grundriss aus halbrunden Formen, das Dach besteht aus leichten Metallgittern und hat ein Fensterband auf einer Erhöhung. Auf der Ostseite ragt ein mächtiger Turm hervor. Mit dem Pfarrsaal ist sie durch eine Pergola verbunden. | BDA-Hist.: Q2252255 Status: § 2a Stand der BDA-Liste: 2025-06-30 Name: Kath. Pfarrkirche Zu den Hl. Schutzengeln GstNr.: 252/11, .586 Schutzengelkirche (Graz) - 1996                                  |
| ja   | Datei hochladen | Volksschule, Hauptschule, Kindergarten und Hort Karl Morre HERIS-ID: 104539 Objekt-ID: 121349          | Karl-Morre-Straße 58 Standort KG: Baierdorf                        | | BDA-Hist.: Q37801198 Status: § 2a Stand der BDA-Liste: 2025-06-30 Name: Volksschule, Hauptschule, Kindergarten und Hort Karl Morre GstNr.: .238, 306/2 Schulgebäude Karl Morre, Eggenberg              |
| ja   | Datei hochladen | Kommunaler Wohnbau HERIS-ID: 104540 Objekt-ID: 121350                                                  | Karl-Morre-Straße 66 Standort KG: Baierdorf                        | Der Bau ist oberhalb beider Eingänge mit 1928 bezeichnet. Anmerkung: Identadressen Königshoferstraße 39, 41 | BDA-Hist.: Q37801214 Status: § 2a Stand der BDA-Liste: 2025-06-30 Name: Kommunaler Wohnbau GstNr.: .431, .432 Karl-Morre-Straße 66, Eggenberg                                                          |
| ja   | Datei hochladen | Malztenne der ehem. Brauerei Reininghaus HERIS-ID: 105289 Objekt-ID: 122258                            | Reininghaus-Areal, bei Am Steinfeld 8 Standort KG: Baierdorf       | Die 1853 gegründete Brauerei wurde nach 1870 bedeutend vergrößert, die Malztenne stammt aus dieser Zeit. | BDA-Hist.: Q37805042 Status: Bescheid Stand der BDA-Liste: 2025-06-30 Name: Malztenne der ehem. Brauerei Reininghaus GstNr.: 331/11 Malztenne der Brauerei Reininghaus                                 |
| ja   | Datei hochladen | Silospeicher der ehem. Brauerei Reininghaus HERIS-ID: 105288 Objekt-ID: 122257                         | Reininghaus-Areal, Mälzereigasse 6 Standort KG: Baierdorf          | Der Silospeicher der ehemaligen Brauerei stammt aus der Erweiterung in der Zeit um 1900. | BDA-Hist.: Q37805030 Status: Bescheid Stand der BDA-Liste: 2025-06-30 Name: Silospeicher der ehem. Brauerei Reininghaus GstNr.: 331/6 Silo der Brauerei Reininghaus                                    |
| ja   | Datei hochladen | Villa Keil HERIS-ID: 105287 Objekt-ID: 122256                                                          | Reininghaus-Areal, Reininghausstraße 7 Standort KG: Baierdorf      | Die sog. Keil-Villa gehört zum Areal der Brauerei Reininghaus und wurde 1897 erbaut. | BDA-Hist.: Q37805020 Status: Bescheid Stand der BDA-Liste: 2025-06-30 Name: Villa Keil GstNr.: 331/4                                                                                                   |
| ja   | Datei hochladen | Hauptbrunnen der ehem. Brauerei Reininghaus HERIS-ID: 105314 Objekt-ID: 122289                         | Reininghaus-Areal, bei Reininghausstraße 11 Standort KG: Baierdorf | Das Brunnenhaus ist ein achteckiger Bau auf vorstehendem runden Brunnenschacht. Es hat eine Blechtür mit Vorhängeschlössern. Jede Wand enthält zwei übereinanderliegende Fenster aus leicht grünlichen, sechseckigen Glasbausteinen. Schilder weisen auf zwei verlegte 200-mm-Wasserleitungen hin. | BDA-Hist.: Q37805083 Status: Bescheid Stand der BDA-Liste: 2025-06-30 Name: Hauptbrunnen der ehem. Brauerei Reininghaus GstNr.: 331/2 Hauptbrunnen der Brauerei Reininghaus                            |